# Pogled (Apače, Slovenija)
Pogled je naselje u slovenskoj Općini Apači. Pogled se nalazi u pokrajini Štajerskoj i statističkoj regiji Pomurju. 

## Stanovništvo
Prema popisu stanovništva iz 2002. godine naselje je imalo 65 stanovnika.